# Malware
Malware is elke software die gebruikt wordt om computersystemen te verstoren, gevoelige informatie te verzamelen of toegang te krijgen tot private computersystemen. Het woord is een samentrekking van het Engelse malicious software (kwaadaardige software, soms schadelijke software). Malware veronderstelt kwade opzet. Software waarmee geen kwaad wordt beoogd, valt hier dus niet onder. 

## Oorzaken
- De grootste oorzaak van een malwarebesmetting is 'gaten' in de software. Deze gaten kunnen via een exploit misbruikt worden, waardoor kwaadwillenden de computer kunnen infecteren.
- De gebruiker kan ook zelf de oorzaak zijn van een malware-infectie, bijvoorbeeld door louche websites, zoals sommige pornosites, of sites met gratis mp3-bestanden te bezoeken.
- Door gratis software zoals spyware of adware te installeren, kan men ook risico lopen op een malware-infectie.

## Typen malware
- Adware - infecteert de computer met reclamesoftware en laat vaak pop-ups verschijnen.
- Bootsectorvirus - infecteert het opstartgedeelte op een harde schijf of diskette.
- Backdoor - is in een programma geplaatst om toegang tot een systeem of programma te krijgen.
- Computervirus - infecteert bestanden en richt vaak schade aan.
- Computerworm - verspreidt zich direct over het netwerk en richt vaak schade aan.
- Dialer - verbindt de modem met een duur telefoonnummer.
- IRC-bot - verbindt de geïnfecteerde computer met een netwerk van waaruit de computer bestuurd kan worden.
- Keylogger - registreert de toetsaanslagen of de muisbewegingen en wat er op het scherm getoond wordt.
- Ransomware - blokkeert de computer of de gegevens die erop staan en vraagt vervolgens geld van de gebruiker om de blokkade op te heffen.
- Rootkit - geeft een computerkraker toegang tot de computer.
- Spyware - geeft gegevens van de gebruiker door aan derden.
- Rogueware of scareware - tracht de gebruiker ertoe te bewegen geld te betalen voor het verwijderen van onechte bedreigingen en waarschuwingen.
- Trojaans paard - doet zich voor als iets anders dan het daadwerkelijk is en richt dan schade aan of functioneert als spyware.

Tegenwoordig komen er ook steeds meer mengvormen voor.